# Чжэнтайская операция
Чжэнтайская операция (кит. упр. 正太战役, буквально: «Боевые действия на Чжэндин-Тайюаньской железной дороге») — боевые действия в прилегающих районах провинций Хэбэй и Шаньси в апреле 1947 года во время гражданской войны в Китае.

## Предыстория
В начале 1947 года в результате сражения южнее Баодина китайские коммунисты смогли в провинции Хэбэй взять под свой контроль участок Пинханьской железной дороги между Баодином и Шицзячжуаном, нарушив связь между центром и югом провинции. В конце февраля 1947 года Мао Цзэдун поставил перед войсками Шаньси-Чахар-Хэбэйского советского района задачу перейти от обороны к наступлению, и сначала разгромить слабые гоминьдановские части, а затем ударить по более сильным войскам. Для выработки путей по реализации этих указаний в марте 1947 года командованием Шаньси-Чахар-Хэбэйского советского района было проведено совещание, на котором было решено воспользоваться слабостью гоминьдановских войск, охраняющих железную дорогу между Чжэндином и Тайюанью. Помимо того, что это была самая слабозащищённая гоминьдановцами зона во всём Северном Китае, коммунисты имели здесь и то преимущество, что в годы войны с Японией именно здесь располагался один из контролировавшихся коммунистами освобождённых районов, поэтому местность была хорошо знакома войскам.

## Ход событий
3 апреля 1947 года Не Жунчжэнь отдал приказ войскам 2-й, 3-й и 4-й колонн Шаньси-Чахар-Хэбэйского советского района выдвинуться из мест их дислокации в Гаояне и Жэньцю, и перейти в район Уцзи-Синтай-Синьлэ. 9 апреля коммунисты начали ликвидацию опорных пунктов гоминьдановцев вокруг Шицзячжуана, и уже 10 апреля завязали бои за Чжэндин, нарушив сообщение между Чжэндином и Шицзячжуаном. К 12 апреля первый этап Чжэнтайской операции был завершён: коммунистами были взяты Чжэндин и Луаньчэн, под их контроль перешёл 45-километровый участок железной дороги, были разгромлены гоминьдановский войска общей численностью свыше десяти тысяч человек.
Выход коммунистов к Шицзячжуану встревожил гоминьдановское командование, и оно попыталось нанести деблокирующий удар от Бэйпина. Однако коммунисты положились на 7-ю отдельную бригаду и войска 10-го военного подрайона, которые сдержали врага на северном берегу реки Дацинхэ, а основными силами продолжили наступление на запад вдоль Чжэнтайской железной дороги.
24 апреля коммунисты начали бои за Няньцзыгуань — проход в Великой стене на границе провинции Шаньси, и на следующий день овладели им; одновременно с этим другая группа войск завязала бои за угледобывающий район в окрестностях Янцюаня. После того, как Янцюань оказался в окружении, Янь Сишань ошибочно решил, что целью наступления коммунистов является Тайюань, и оттянул войска на защиту столицы провинции.
2 мая коммунистами был взят Янцюань, однако при попытке продвинуться дальше на запад они встретили упорное сопротивление на горе Шинаошань. Оказалось, что там обороняется японская воинская часть, которая после капитуляции Японии в 1945 году перешла на службу Янь Сишаню. Коммунисты вступили с японцами в переговоры, предложив им сложить оружие в обмен на безопасность для них самих и бывших с ними членов их семей. Предложение было принято.
4 мая коммунистами был взят Шоуян, защитники которого бежали в Юйцы. 7 мая командование коммунистов объявило о завершении Чжэнтайской операции.

## Итоги и последствия
В результате длившегося около месяца сражения были разгромлены гоминьдановские войска численностью около 35 тысяч человек. Под контроль коммунистов перешли 7 уездных центров, 3 угледобывающих района, 180-километровый участок железной дороги от Холу до Юйцы, в результате чего была нарушена связь между провинциями Хэбэй и Шаньси. Один из стратегически важных городов Северного Китая — Шицзячжуан — оказался зажатым между Шаньси-Чахар-Хэбэйским и Шаньси-Хэбэй-Шаньдун-Хэнаньскими советскими районами.